# ألف باء (جريدة فلسطينية)
ألف باء، كانت جريدة يومية تصدر في دمشق بين عامي 1930 و1958. عُرفت الجريدة بمؤسسيها الفلسطينيين يوسف العيسى وعيسى العيسى. الذي شارك في تأسيس جريدة فلسطين في يافا.

## تاريخها
أسس الصحفيان الفلسطينيان عيسى العيسى ويوسف العيسى جريدة ألف باء في دمشق في 1930، وصدر أول عدد لها في 13 مارس من ذلك العام. وجاء تأسيسها بعد منع جريدة فلسطين في يافا. وبمرور الوقت، أصبحت جريدة ألف باء واحدة من أكبر الصحف تأثيراً في السياسة العربية في أواخر الثلاثينيات.
صدرت ألف باء يومياً. وكان لها موقف سياسي مناهض للصهيونية، وكانت من أشد المنتقدين للسياسة البريطانية في المنطقة. تمكن عيسى العيسى من العودة إلى يافا حيث واصل نشر جريدة فلسطين. بينما بقي يوسف العيسى في دمشق وتولى تحرير ألف باء حتى وفاته في 1948. ثم تولى ولديه تحرير الجريدة حتى إغلاقها في 1958.